# Arctosa truncata
Arctosa truncata este o specie de păianjeni din genul Arctosa, familia Lycosidae, descrisă de I-Min Tso și Chen în anul 2004.
Este endemică în Taiwan. Conform Catalogue of Life specia Arctosa truncata nu are subspecii cunoscute.